# Zorzines shikokuensis
Zorzines shikokuensis är en fjärilsart som beskrevs av Inoue 1982. Zorzines shikokuensis ingår i släktet Zorzines och familjen nattflyn. Inga underarter finns listade i Catalogue of Life.